# Víctor Demetrio
Víctor Demétrio (Curitiba, Brasil, 30 de octubre de 1995) es un baloncestista brasileño que juega en el White Wings Hanau de Alemania. Es hermano de los también baloncestistas Leonardo Demetrio y Carolina Demetrio.

## Trayectoria
Formado en el Esporte Clube Pinheiros y tras un paso por el tras un paso por el Mogi das Cruzes Basquete. En la temporada 2015/16 juega en el Texas A&M Aggies de la NCAA y más tarde, en 2016 formaría parte durante dos temporadas de los Ohio Valley Fighting Scots de la NCAA DII.
Tras no ser drafteado en 2018, el 28 de septiembre de 2018, el ala-pivot brasileño llega a España para jugar en las filas del CB Peñas Huesca de la liga LEB Oro y alternar filial con el primer equipo. 